# Стрибки з трампліна на зимових Олімпійських іграх 1988
Змагання зі стрибків з трампліна на зимових Олімпійських іграх 1988 тривали з 14 до 24 лютого в Канадському олімпійському парку в Калгарі. Розіграно три комплекти нагород. Додано командну першість, що стало першою від 1964 року зміною в програмі. Британець Едді "Орел" Едвардс зажив слави, фінішувавши останнім в обох особистих дисциплінах, маючи більш як удвічі менше балів, ніж передостанній стрибун.

## Чемпіони та призери

### Таблиця медалей
| Місце              | Країна               | Золото | Срібло | Бронза | Загалом |
| ------------------ | -------------------- | ------ | ------ | ------ | ------- |
| 1                  | Фінляндія (FIN)      | 3      | 0      | 0      | 3       |
| 2                  | Норвегія (NOR)       | 0      | 1      | 1      | 2       |
| 2                  | Чехословаччина (TCH) | 0      | 1      | 1      | 2       |
| 2                  | Югославія (YUG)      | 0      | 1      | 1      | 2       |
| Загалом (4 збірні) | Загалом (4 збірні)   | 3      | 3      | 3      | 9       |

### Види програми
| Дисципліна                                 | Золото                                                                       | Золото | Срібло                                                             | Срібло | Бронза                                                                                  | Бронза |
| ------------------------------------------ | ---------------------------------------------------------------------------- | ------ | ------------------------------------------------------------------ | ------ | --------------------------------------------------------------------------------------- | ------ |
| Особиста першість на нормальному трампліні | Матті Нюкянен · Фінляндія                                                    | 229.1  | Павел Плоц · Чехословаччина                                        | 212.1  | Їржі Малець · Чехословаччина                                                            | 211.8  |
| Особиста першість на великому трампліні    | Матті Нюкянен · Фінляндія                                                    | 224.0  | Ерік Йонсен · Норвегія                                             | 207.9  | Матяж Дебелак · Югославія                                                               | 207.7  |
| Командна першість на великому трампліні    | Фінляндія (FIN) Арі-Пекка Ніккола Матті Нюкянен Туомо Юліпуллі Ярі Пуйкконен | 634.4  | Югославія (YUG) Примож Улага Матяж Зупан Матяж Дебелак Міран Тепеш | 625.5  | Норвегія (NOR) Оле Крістіан Ейдгаммер Йон Інґе К'єрум Оле Ґуннар Фід'єстель Ерік Йонсен | 596.1  |

## Країни-учасниці
У змаганнях зі стрибків з трампліна в Калгарі взяли участь спортсмени 19-ти країн. Велика Британія дебютувала в цій дисципліні і єдиним учасником від неї був Едді "Орел" Едвардс.
- Австрія (4)
- Болгарія (2)
- Канада (4)
- Іспанія (1)
- Фінляндія (6)
- Франція (2)
- Західна Німеччина (5)
- Велика Британія (1)
- НДР (2)
- Італія (2)
- Японія (4)
- Норвегія (5)
- Польща (2)
- Швейцарія (4)
- Швеція (4)
- Чехословаччина (4)
- СРСР (2)
- США (6)
- Югославія (5)